# Stele trilingue di Letoon

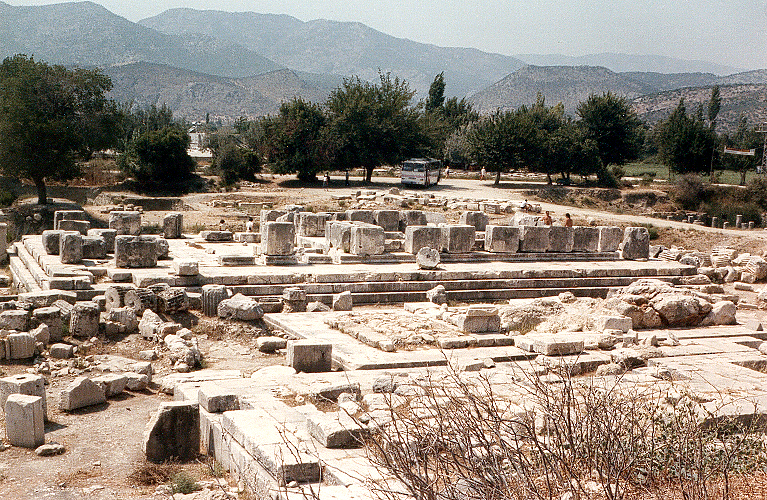
Il complesso templare di Letoon.

La stele trilingue di Letoon è un reperto archeologico dell'Asia Minore. Essa si configura come un parallelepipedo, recante inscrizioni su quattro lati in tre lingue: licio, greco e aramaico. Fu scoperta nel 1973 nel corso di scavi condotti sul sito templare di Letoon, nei pressi di Xanto, nell'attuale Turchia. L'inscrizione è un decreto che autorizza la libera professione di un culto, con disposizioni relative ai suoi officianti. Il testo in Licio si estende per 41 righe, quello Greco per 35, quello Aramaico per 27. I testi non sono perfettamente coincidenti, ma presentano informazioni lievemente diverse tra di loro. La versione Aramaica è quella che risulta più sintetica.